# Stereospondylomorpha
De Stereospondylomorpha zijn een clade van uitgestorven temnospondyle Batrachomorpha (basale 'amfibieën'). Ze omvatten de superfamilie Archegosauroidea en de meer diverse groep Stereospondyli. Stereospondylomorpha werd voor het eerst voorgesteld door Adam Yates en Anne Warren (2000), die vonden dat Archegosauroidea en Stereospondyli zustertaxa waren in hun fylogenetische analyse. Een soortgelijke clade is Archegosauriformes, benoemd door Schoch en Milner (2000), die Stereospondyli en enkele temnospondylen uit het Perm omvat die qua uiterlijk lijken op stereospondylen, inclusief de Archegosauroidea. Volgens de fylogenie van Schoch en Milner is Archegosauroidea echter een parafyletische groep van taxa die achtereenvolgens basaal zijn voor Stereospondyli, in plaats van een monofyletisch zustertaxon.
Yates en Warren gaven een definitie als nodusklade: de groep bestaande uit de laatste gemeenschappelijke voorouder van Archegosaurus en Parotosuchus; en al diens nakomelingen. In 2013 gaf Rainer Schoch een afwijkende definitie: de groep bestaande uit Uranocentrodon senekalensis en Mastodonsaurus giganteus, en alle soorten nauwer verwant aan Uranocentrodon of Mastodonsaurus dan aan Eryops megacephalus.
Schoch stelde in 2013 verschillende synapomorfieën vast. Het schedeldak heeft aan het uiteinde een kam die aan de zijkant ligt van en evenwijdig ligt de verdikte basis van de processus paroccipitalis (een dubbelzinnige synapomorfie van de Capitosauria in de analyse van Yates and Warren (2000). Het verhemelte draagt tanden (Yates and Warren vonden een evolutionaire reeks die leidt tot een totaal van acht tanden). Het spleniale draagt bij aan de symfyse van de onderkaken. Het sleutelbeen is horizontaal verlengd.
Volgens de analyse van Schoch wijst de verspreiding van de fossielen erop dat de groep zich heeft ontwikkeld in Laurasia.
Van Chinlestegophis, een vermeende stereospondyl uit het Trias, die wordt beschouwd als verwant aan metoposauriërs zoals Rileymillerus, is opgemerkt dat hij veel kenmerken deelt met Caeciliidae, een nog levende groep pootloze gravende amfibieën. Als Chinlestegophis inderdaad zowel een geavanceerde stereospondyl is als een familielid van de Caeciliidae, betekent dit dat stereospondylomorfen (in de vorm van Caeciliidae) tot op de dag van vandaag hebben doorgeleefd.